# Plagithmysus varians
Plagithmysus varians är en skalbaggsart som först beskrevs av Sharp 1896.  Plagithmysus varians ingår i släktet Plagithmysus och familjen långhorningar. Inga underarter finns listade i Catalogue of Life.